# Spiochaetopterus sagamiensis
Spiochaetopterus sagamiensis är en ringmaskart som beskrevs av Nishi, Miura och Bhaud 1999. Spiochaetopterus sagamiensis ingår i släktet Spiochaetopterus och familjen Chaetopteridae. Inga underarter finns listade i Catalogue of Life.